# Бродятино
Бродятино (укр. Бродятине) — село в Самаровской сельской общине Ковельского района Волынской области Украины.
До 2020 года входило в Ратновский район.
Код КОАТУУ — 0724285302. Население по переписи 2001 года составляет 91 человек. Почтовый индекс — 44124. Телефонный код — 3366. Занимает площадь 0,33 км².